# Julieta Lara Estable
Julieta Lara Estable (* 15. Juli 1997) ist eine argentinische Tennisspielerin.

## Karriere
Estable begann im Alter von sechs Jahren mit dem Tennis und bevorzugt Hartplätze. Sie spielt bislang vorrangig Turniere der ITF Women’s World Tennis Tour, wo sie bisher je fünf Titel im Einzel und Doppel gewann.

## Turniersiege

### Einzel
| Nr. | Datum           | Turnier         | Kategorie   | Belag | Finalgegnerin    | Ergebnis       |
| --- | --------------- | --------------- | ----------- | ----- | ---------------- | -------------- |
| 1.  | 14. Juni 2014   | Villa Del Dique | ITF $10.000 | Sand  | Daniela Farfan   | 6:3, 3:6, 6:4  |
| 2.  | 29. August 2015 | Koper           | ITF $10.000 | Sand  | Dejana Radanović | 3:6, 6:4, 6:2  |
| 3.  | 31. Juli 2016   | Targu Jiu       | ITF $10.000 | Sand  | Alexandra Perper | 4:6, 6:0, 6:4  |
| 4.  | 19. Mai 2019    | Tabarka         | ITF W15     | Sand  | Barbara Gatica   | 6:2, 3:6, 7:65 |
| 5.  | 23. Juni 2019   | Tabarka         | ITF W15     | Sand  | Eugenia Ganga    | 4:6, 6:4, 6:4  |

### Doppel
| Nr. | Datum            | Turnier            | Kategorie   | Belag | Partnerin               | Finalgegnerinnen                          | Ergebnis          |
| --- | ---------------- | ------------------ | ----------- | ----- | ----------------------- | ----------------------------------------- | ----------------- |
| 1.  | 15. August 2014  | El Trébol          | ITF $10.000 | Sand  | Melina Ferrero          | Ana Victoria Gobbi Monllau Constanza Vega | 7:5, 6:4          |
| 2.  | 28. August 2015  | Koper              | ITF $10.000 | Sand  | Barbara Kötelesová      | Jana Jablonovska Manca Pislak             | 3:6, 7:5, [10:7]  |
| 3.  | 12. Februar 2022 | Tucumán            | ITF W25     | Sand  | María Carlé             | Nicole Fossa Huergo Noelia Zeballos       | 3:6, 6:0, [10:7]  |
| 4.  | 1. Juli 2023     | Rosario            | ITF W15     | Sand  | Guillermina Naya        | Mell Reasco González Camila Romero        | kampflos          |
| 5.  | 14. Juni 2025    | Kuršumlijska Banja | ITF W15     | Sand  | María Florencia Urrutia | Ana Giraldi Requena María Herazo González | 6:1, 6:73, [10:5] |